# Turínský erotický papyrus

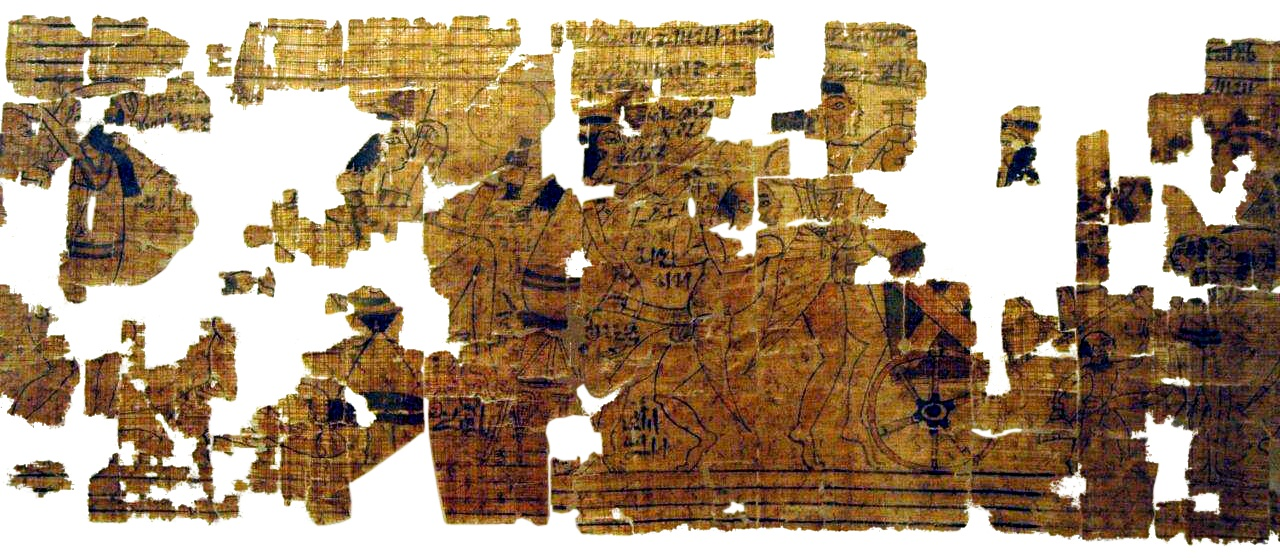
Fragmenty papyru vystavené v muzeu v Turíně

Turínský erotický papyrus (Papyrus 55001, také nazván Erotický papyrus nebo jen Turínský papyrus) je staroegyptský papyrus, svitek malby, který byl vytvořen během 20. dynastie, přibližně roku 1150 př. n. l. Objeven byl v Dér el-Medína na počátku 19. století. Dlouhý je 2,6 m a široký 25 cm, skládá se ze dvou částí, z nichž jedna obsahuje dvanáct erotických scén zobrazujících různé sexuální pozice. V současné době se nachází v Turíně. 

## Zvířecí část
První třetina zobrazuje zvířata plnící různé lidské úkoly. Tato část svitku se označuje jako satirická a humorná. Krom zvířat s hudebními nástroji, což je motiv, který se opakuje i nádobách, kosmetických doplňcích a figurkách z období Nové říše, je zde dále vidět lev a gazela hrající senet, opice s flétnou, lev s harfou, kočky útočící na myší pevnost, vlaštovka mluvící s hrochem, který jí fíky z platanu, osel jako soudce apod.
Kresby zvířat mohou představovat dnes zapomenutá přísloví nebo příběhy. Absence vysvětlujících nápisů naznačuje obecně srozumitelné zápletky.

## Erotická část
Poslední dvě třetiny Turínského erotického papyru se skládají z řady dvanácti scén zobrazujících muže a ženy při různých sexuálních pozicích. Muži na ilustracích jsou „plešatí, krátcí a břichatí“ s přehnaně velkými genitáliemi nevyhovujícím egyptským zvykům fyzické přitažlivosti, ale ženy jsou zobrazeny s předměty z tradiční erotické ikonografie, a v některých scénách dokonce drží předměty spojené s Hathor, bohyní lásky, jako jsou lotosové květy, opice a sistra. Jeho vysoká umělecká kvalita naznačuje, že byl vyroben pro bohaté publikum. Zatím nebyly objeveny žádné další podobné svitky. Vyobrazení pohlavního styku nebyla součástí obecného repertoáru staroegyptského formálního umění, ale základní fragmenty pohlavního styku se dají najít na fragmentech hrnčířské hlíny.    

## Jedinečnost
Vážně poškozený erotický papyrus je jediným známým erotickým svitkem, který se dochoval.
Moderní obecenstvo se často mylně domnívá, že staroegyptské umění postrádá sexuální témata.  Poté, co Jean-François Champollion viděl papyrus v roce 1824 v Turíně, popsal jej jako „obraz monstrózní obscénnosti, z něhož získal opravdu zvláštní dojem o egyptské moudrosti.“

## Účel
Skutečný význam obrázků není dosud znám. Text, který se zachoval na okrajích, bohužel není zachován v takovém rozsahu, aby pomohl rozluštit přesný účel svitku:
| „ | ...přistup ke mně láskyplně zezadu. Ó, Slunce, objevilo jsi mé srdce, je to tak blahodárné... | “ |